# جيفري هاموند
جيفري هاموند (بالإنجليزية: Jeffrey Hammond)‏ هو عازف باس وعازف قيثارة بريطاني، ولد في 30 يوليو 1946 في بلاكبول في المملكة المتحدة.

## وصلات خارجية
- جيفري هاموند على موقع ميوزك برينز (الإنجليزية)
- جيفري هاموند على موقع أول ميوزيك (الإنجليزية)
- جيفري هاموند على موقع ديسكوغز (الإنجليزية)